# Frauenliebe
Die Frauenliebe, auch erschienen als Liebende Frauen und kurzfristig als Frauen Liebe und Leben, später aufgegangen in der Zeitschrift Garçonne, war eine Zeitschrift für Lesben in der Weimarer Republik, verlegt von 1926 bis 1931 in Berlin. Sie war neben Die Freundin die größte und langlebigste lesbische Zeitschrift der ersten Lesbenbewegung.

## Veröffentlichungsdaten und Editionsgeschichte
Die „Frauenliebe“ erschien erstmals 1926 im Karl-Bergmann-Verlag, Berlin. In einzelnen Ausgaben findet sich als herausgebender Verlag ein Frauenliebe-Verlag angegeben, laut Heike Schader ist dieser jedoch kein eigenständiger Verlag gewesen, sondern „stellte ein Konstrukt innerhalb des Karl-Bergmann Verlages dar“. Karl Bergmann leitete auch den Deutschen Freundschaftsverband (Abspaltung vom Bund für Menschenrecht), eine der großen Organisationen Homosexueller in der Weimarer Republik, die Frauenliebe fungierte daher auch als Wochenschrift des DFV.
Das genaue Datum der Erstveröffentlichung ist nicht bekannt, da sie jedoch wöchentlich erschien und die laufende Nummerierung des Jahrgangs 1926 bei 30 endet, lässt sich die Erstveröffentlichung auf die 22. Kalenderwoche des Jahres, also Anfang Juni 1926, zurückrechnen. Bereits 1926 wurde ihre Auflage mit 10.000 Stück angegeben. Sie erschien jede Woche mittwochs und kostete 1928 20 Pfennig. Ab dem 15. Dezember 1930 erschien sie nur mehr als redaktionell unabhängiges Beiblatt der seit Oktober 1930 im selben Verlag erscheinenden Garçonne, die sich explizit als „gewissermaßen die erweiterte und neu aufgezogene Frauenliebe […]“ verstand. Laurie Marhoefer beziffert die Auflage zu dieser Zeit anhand von Akten zur Entscheidung der Prüfstelle in Berlin für Schund- und Schmutzschriften auf 5.000 pro Woche.
Inhaltlich und personell hatte die „Frauenliebe“ einen Berliner Fokus, wurde jedoch auch überregional vertrieben.
Wie bei vielen anderen lesbischen und schwulen Zeitschriften wurde ihr Vertrieb wiederholt durch die Aufnahme in die „Liste der Schund- und Schmutzliteratur“ stark beeinträchtigt: 1928 führte dies zu einem zwölfmonatigen Verbot des öffentlichen Aushangs, des Straßenverkaufs und der Auslage in Buchhandlungen, dessen ungeachtet wurde die Zeitschrift jedoch weiter publiziert. Die zweite Aufnahme in diese Liste ab Mai 1931 führte dann zur Einstellung der „Frauenliebe“.

## „Frauenliebe“, „Liebende Frauen“, „Frauen Liebe und Leben“
Im selben Verlag mit demselben Untertitel erschien von mindestens 1927 bis 1930 die Zeitschrift „Liebende Frauen“, die sich ebenfalls an ein lesbisches Publikum wandte. Daher galt eine Verbindung der beiden Zeitschriften lange als wahrscheinlich. Eine vergleichende Analyse der Zeitschriften durch Heike Schader erbrachte 2018 dann das überraschende Ergebnis, das beide Zeitschriften inhaltlich vollkommen identisch nur mit geändertem Titel parallel zueinander erschienen. Die Gründe für dieses Vorgehen sind nicht bekannt. Der Spinnboden in Berlin hält zahlreiche Ausgaben der Zeitschrift vor.
Im Jahre 1928 wurde die „Frauenliebe“ als Schmutz- und Schundzeitschrift eingestuft. Um die damit verbundenen Einschränkungen umgehen zu können, erschien sie vorübergehend unter dem Namen „Frauen Liebe und Leben“.

## Redaktion und Autorinnen
Über die redaktionelle Verantwortung der Zeitschrift ist wenig bekannt. Gesichert ist nur, dass von 1928 bis zur Einstellung der „Frauenliebe“ eine „Karen“ Hauptschriftleiterin war, die inzwischen als Käthe André-Karen identifiziert wurde.
Alle redaktionellen Beiträge der „Frauenliebe“ waren signiert. Unter ihnen finden sich bekannte Aktivistinnen der Berliner Lesbenbewegung wie zum Beispiel Selli Engler, Ruth Margarete Roellig oder Annette Eick. Als „ständige Mitarbeiter“ wurden 1930 Prof. Karsch-Haack, Herta Laser, Annette Eick, Helga Welf, Käthe Wundram, Ikarus, Beba, Hedwig Aries, Ruth Margarete Röllig, Käte Lippert, Hildegard G. Frisch, John Mc Leen und Lo Hilmar angegeben.

## Inhalte
Die „Frauenliebe“ war ebenso wie andere lesbische Zeitschriften der Ära eng verflochten mit der lokalen Berliner Lesbenkultur. Sie bezog politisch Stellung, informierte zum Thema lesbisches Leben in Berlin und deutschlandweit, veröffentlichte Kurzgeschichten, Gedichte und Romane ebenso wie Anzeigen lesbischer Treffpunkte oder private Kontaktanzeigen. Starke Verbindungen bestanden insbesondere zum „Damenklub Monbijou“, einer zentralen Organisation der lesbischen Bewegung in Berlin.
In der Anfangszeit enthielt die Zeitschrift eine Beilage namens "Der Transvestit". Nach deren Einstellung wurde das Thema innerhalb der Zeitschrift regelmäßig weiterbehandelt.